# Henri Chevalier
Pour les articles homonymes, voir Chevalier.
Henri Chevalier (1905-1957) est un imprimeur et un résistant français. Il s'est notamment chargé à Lyon de l'impression des journaux clandestins Combat, Libération, Franc-Tireur et Coq enchaîné dans son imprimerie du 40 cours de la Liberté.
Il a également sauvé une famille juive originaire de Sarajevo ce qui lui vaut d'être distingué Juste parmi les nations en 2017.
Il est déporté à Mauthausen ; il est libéré très affaibli en 1945.

## Distinctions
- Chevalier de la Légion d'honneur
- Croix de guerre 1939–1945
- Médaille de la Résistance française avec rosette (24 avril 1946)[3]

## Hommages
- Il y a une rue Henri-Chevalier à la limite de Lyon et de Caluire-et-Cuire.
- Il y a une plaque commémorative au 40 Cours de la Liberté.

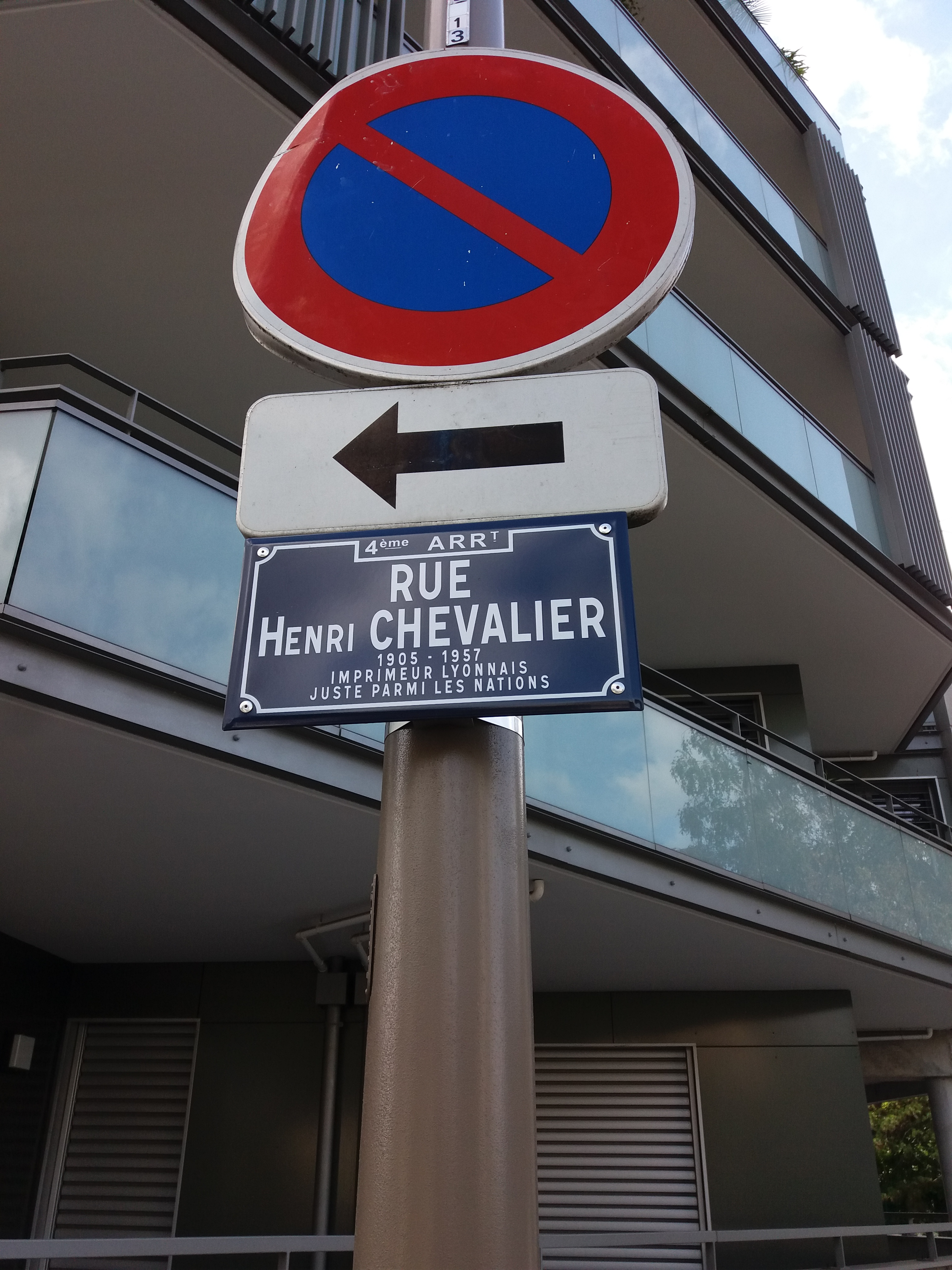
Rue Henri Chevalier
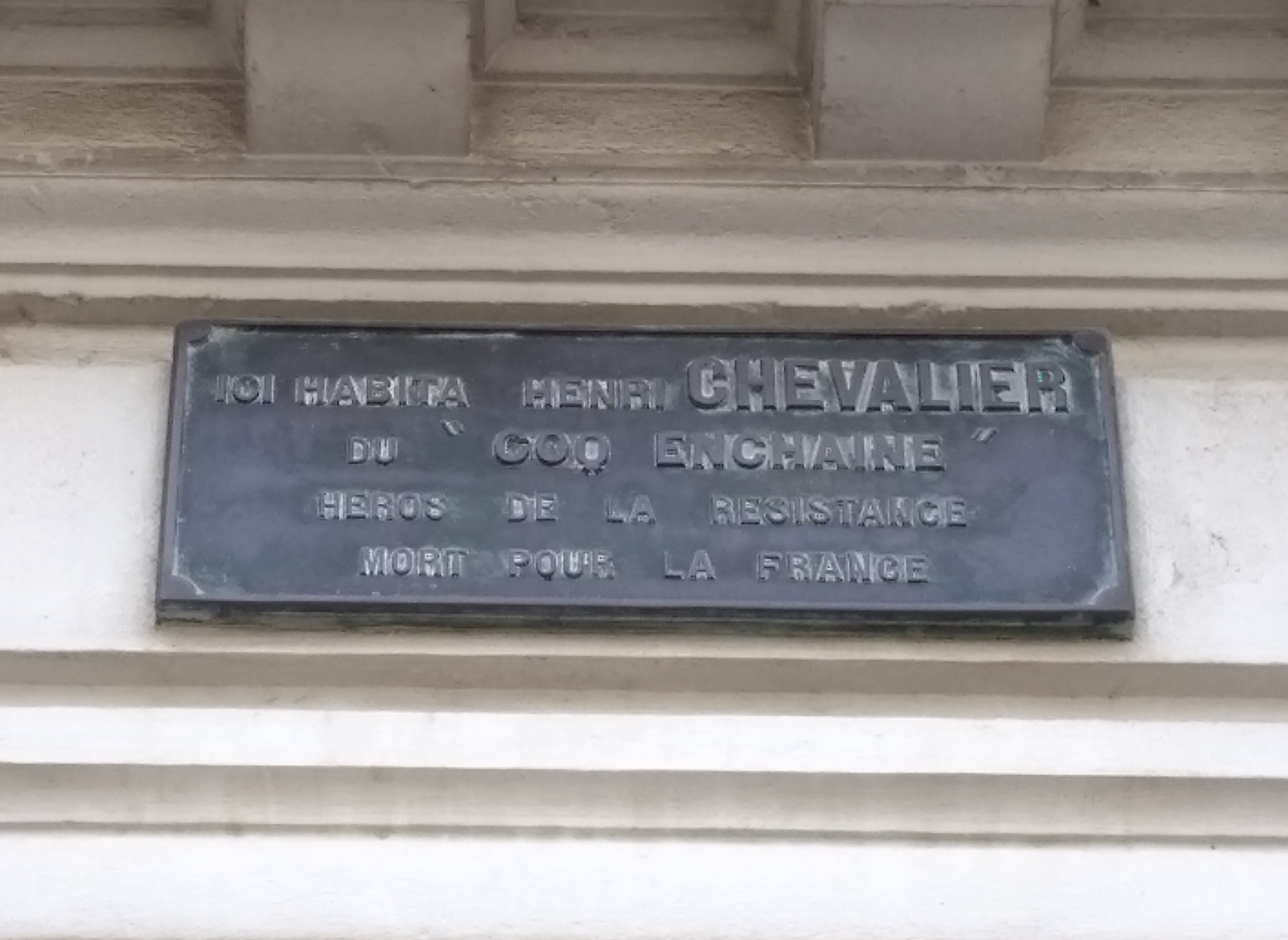
Plaque commémorative